# Římskokatolická farnost Budkov
Římskokatolická farnost Budkov je územní společenství římských katolíků v obci Budkov s farním kostelem svatého Martina.

## Území farnosti
- Budkov s farním kostelem sv. Martina, s kaplí sv. Jana a sv. Pavla
- Oponešice s kaplí sv. Jana a sv. Pavla

## Historie farnosti
První písemná zmínka o budkovské faře pochází z roku 1366. V první polovině 16. století sem přišli čeští bratři, kteří si zde zřídili modlitebnu. Roku 1632 byl do Budkova sice dosazen opět katolický farář, avšak roku 1650 byla zdejší fara zrušena a Budkov byl spojen s Velkým Újezdem a Kdousovem do jedné farnosti. Roku 1689 vznikla samostatná farnost ve Velkém Újezdě, ke které stále patřil i Budkov. V roce 1777 byla v Budkově obnovena fara jako lokálie k Velkému Újezdu. Samostatná farnost byla obnovena roku 1815, o deset let později byla postavena nová farní budova.

## Bohoslužby
| Kostel          | Místo  | Bohoslužba (den)    | Hodina                                                                        | Poznámka     |
| --------------- | ------ | ------------------- | ----------------------------------------------------------------------------- | ------------ |
| svatého Martina | Budkov | neděle středa pátek | 11.15 17.00 (zimní čas)/18.00 (letní čas) 17.00 (zimní čas)/19.00 (letní čas) | farní kostel |

## Duchovní správci
Administrátorem excurrendo je od listopadu 1999 Mons. Mgr. Josef Brychta z Jemnice.

## Kněží z farnosti
Rodákem z Budkova je českobudějovický pomocný biskup Mons. Pavel Posád.

## Aktivity ve farnosti
Dnem vzájemných modliteb farností za bohoslovce a bohoslovců za farnosti brněnské diecéze je 27. červen. Adorační den připadá na 20. ledna.
Ve farnosti se každoročně koná tříkrálová sbírka. V roce 2016 se při sbírce vybralo v Budkově 28 288 korun. O rok později činil výtěžek sbírky v Budkově 25 905 korun.